# Марково (Приморский край)
Ма́рково — село в Лесозаводском городском округе Приморского края.

## География
Село Марково стоит на правом берегу пограничной реки Сунгача, примерно в 5 км до её впадения в Уссури.
Село Марково находится в пограничной зоне, въезд строго по пропускам.
Автомобильная дорога к Марково идёт на север от левобережной части Лесозаводска. Расстояние от города до села около 10 км.

## История
Село основано в 1867 году как казачий посёлок Марковский.

## Население
| 1897 | 1926 | 2002 | 2007 | 2010 |
| ---- | ---- | ---- | ---- | ---- |
| 311  | ↗442 | ↗550 | ↗578 | ↘465 |

## Улицы
| - ул. Волкова, - ул. Набережная, - ул. Пограничная, | - ул. Полевая, - ул. Ушакова, - ул. Школьная. |

## Экономика
Жители занимаются сельским хозяйством.

## Инфраструктура
В селе расположена застава российских пограничников.